# Charles Durand (éditeur)
Pour les articles homonymes, voir Charles Durand et Durand.
Louis-Charles Durand (Jouy-en-Josas, 11 février 1804 - Paris 4e, 17 avril 1863) est un éditeur de chansons de goguettes, poète, chansonnier et goguettier français.
Il pratiquait des prix destinés à mettre ses produits à la portée des bourses modestes et de ce fait vécut et mourut pauvre.
Il était membre de la Lice chansonnière.
L'adresse de sa maison d'édition était en 1848-1849, à Paris, au 32, rue Rambuteau, en 1853 au 34 et en 1857 10, rue Jacques de Brosse.

## Biographie
Eugène Imbert écrit en 1863 :

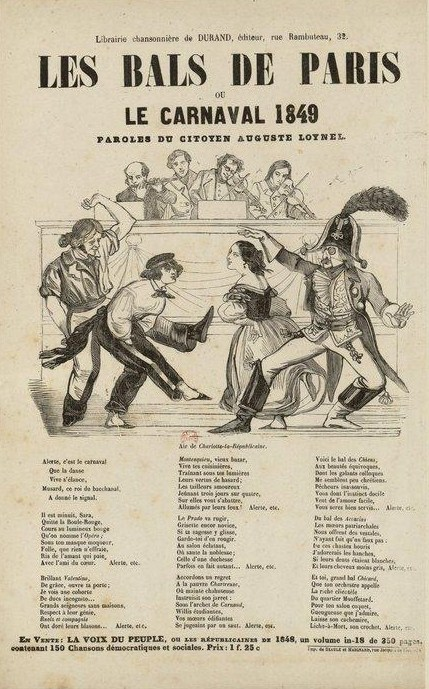
Une chanson d'Auguste Loynel, éditée par Charles Durand en 1849.

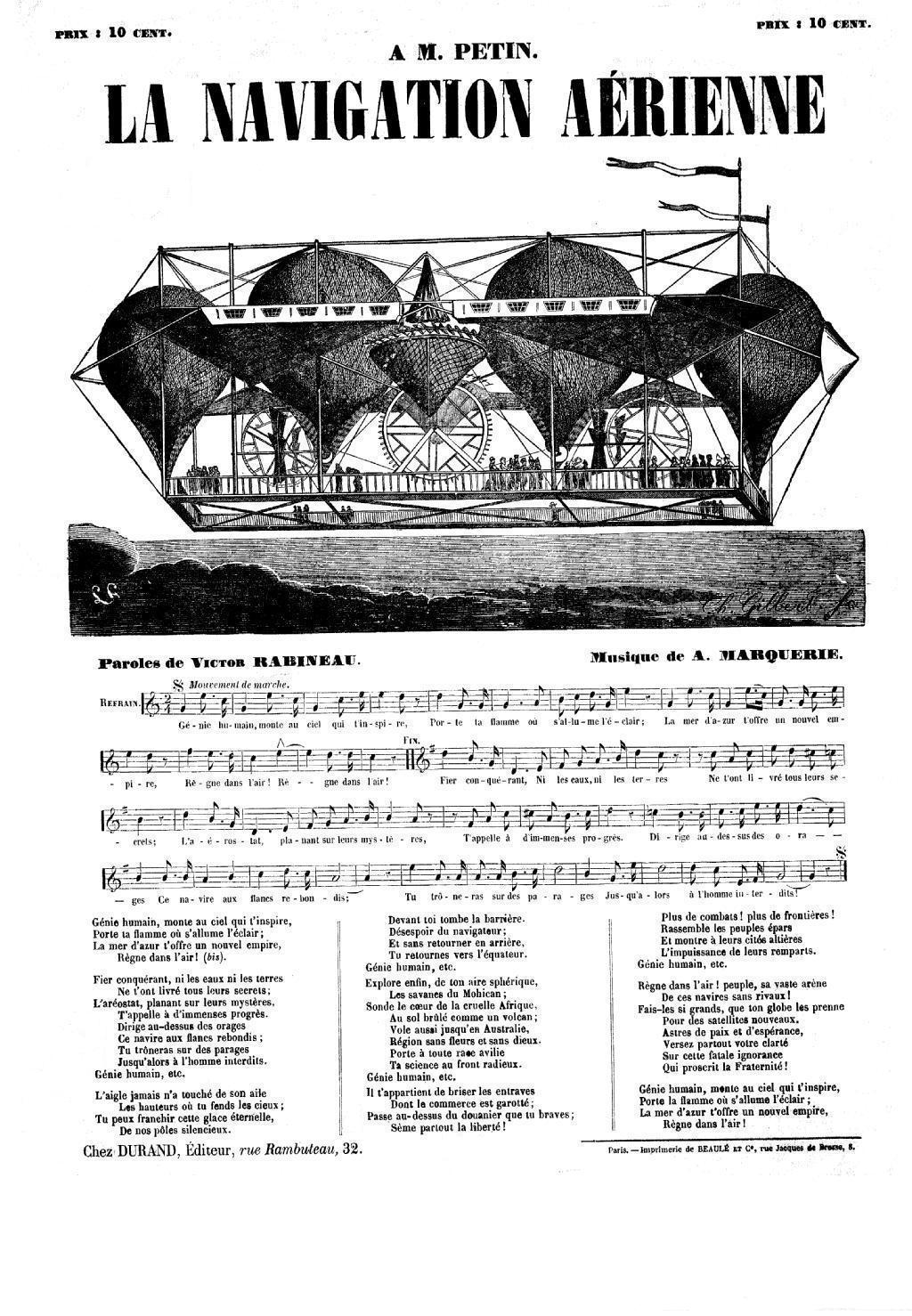
Une chanson de Victor Rabineau, éditée par Charles Durand en 1851.

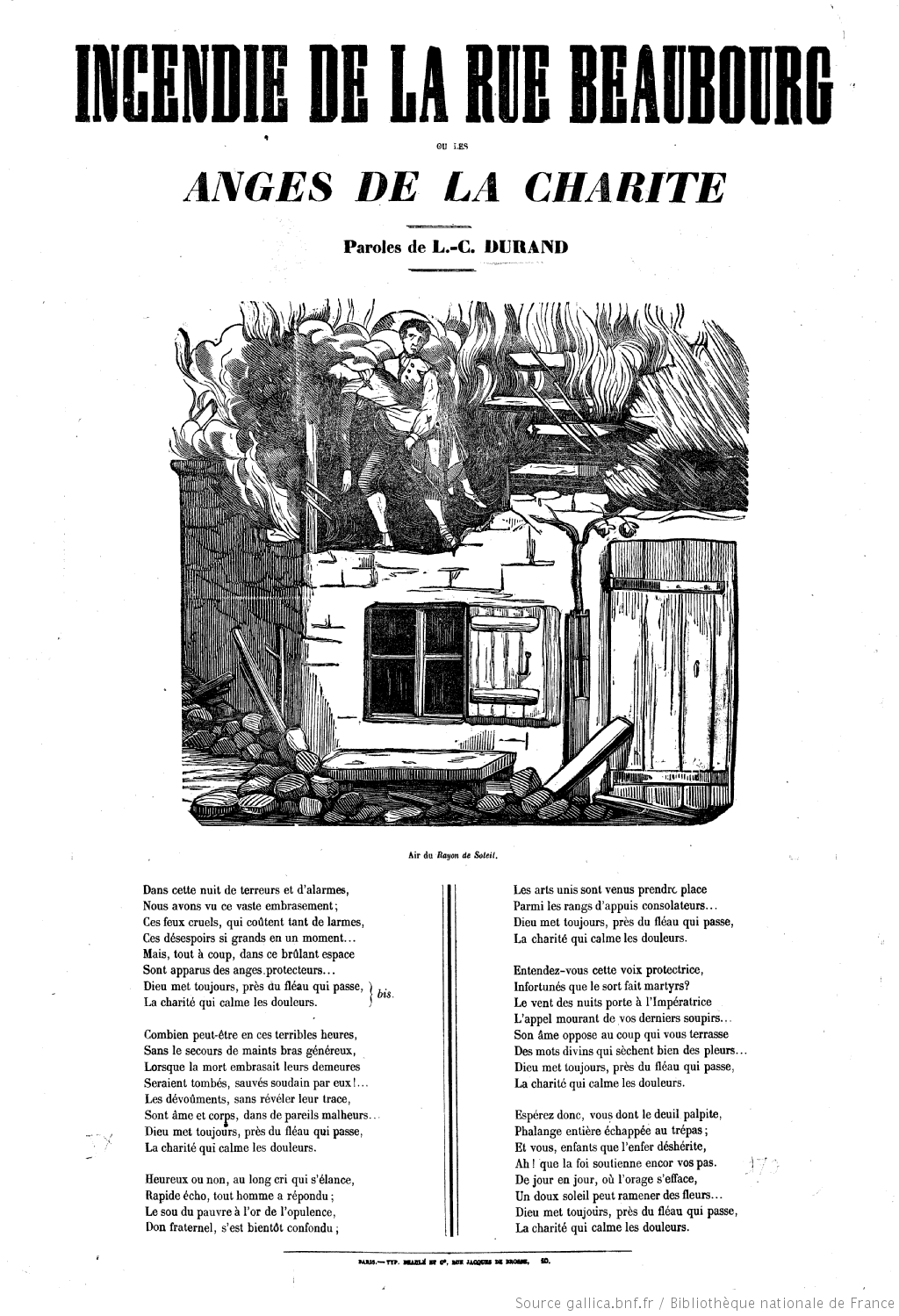
Une chanson de Charles Durand éditée en feuille volante en 1853.

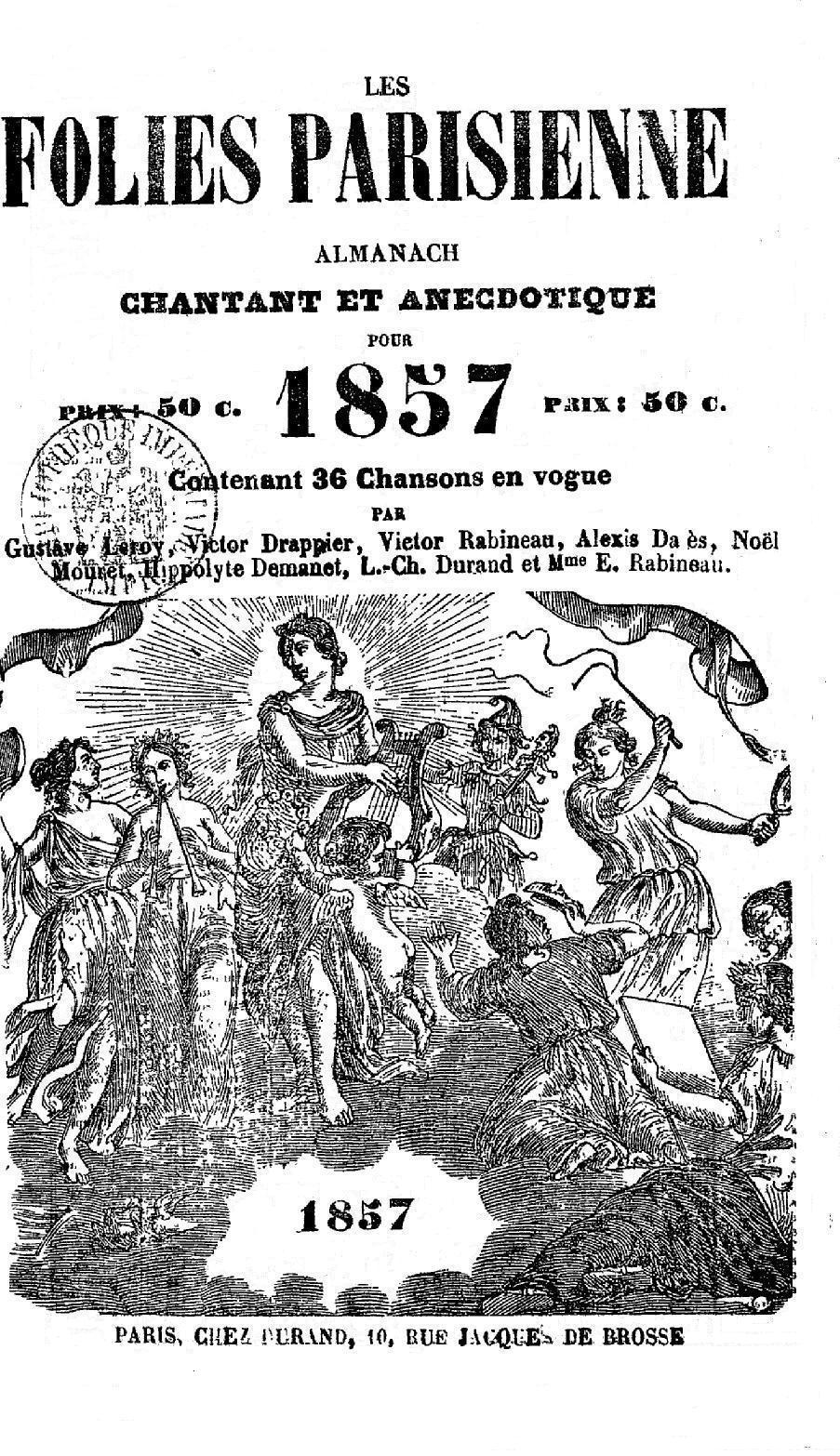
Un almanach pour 1857, avec des chansons de goguettiers, publié par Charles Durand.

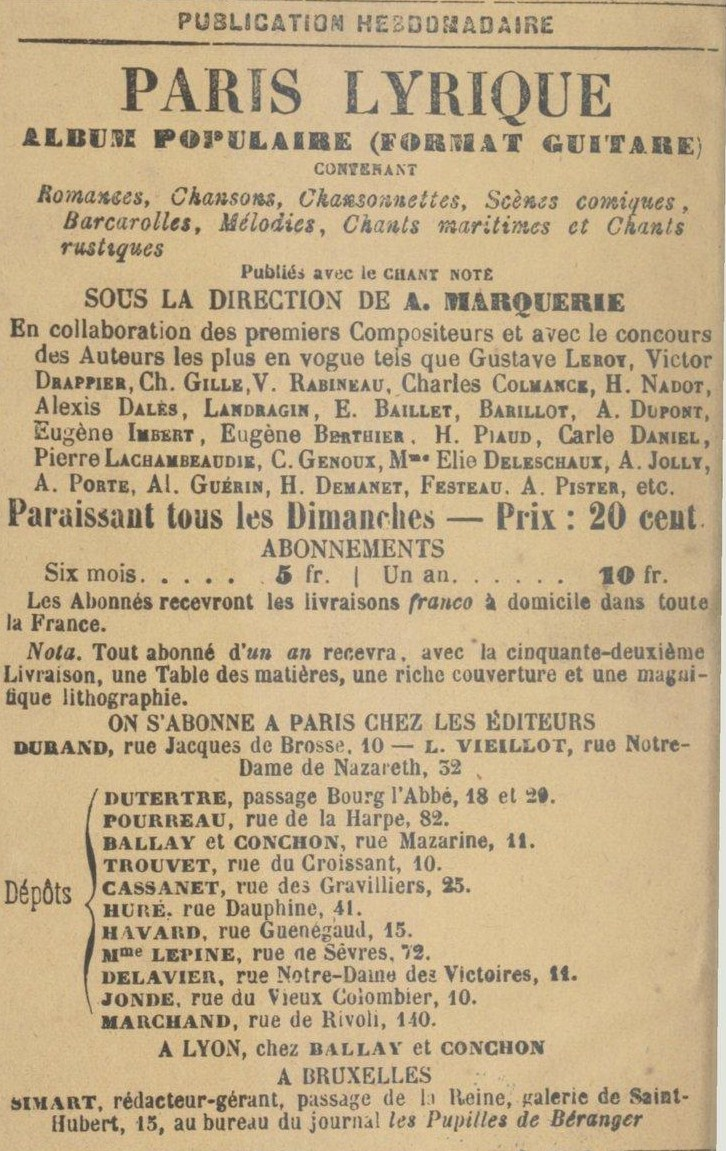
Publicité pour une publication hebdomadaire de chansons de goguettiers en 1859.

Le dimanche 19 avril dernier, une foule nombreuse de collègues et d'amis conduisaient à sa dernière demeure un homme qui avait acquis une certaine notoriété dans le monde de la chanson.
Louis-Charles Durand, né en 1804, à Paris, avait exercé son activité dans des carrières diverses avant de se faire éditeur. Fondeur en bronze, il s'était livré avec ardeur au goût inné qui pousse tant d'enfants de Paris vers les choses du théâtre ; puis, il avait dirigé une troupe ambulante d'amateurs et d'apprentis comédiens.
Comme chansonnier, il a publié un grand nombre de pièces de circonstance ou autres, composées pour la plupart en collaboration. Nous citerons une chanson inspirée par les événements de Juillet 1830, qui eut à cette époque une vogue à laquelle le refrain a beaucoup contribué. Cela se chantait sur un air de Fra Diavolo :
Tremblez ! En voyant Lafayette, 

Le gendarme répète : 

Sauvons-nous, sauvons-nous, sauvons-nous !
Tiens, voilà mon cœur, La mère Michel est veuve, et un grand nombre de chansons qui ont eu leur moment de popularité, sont signées de Durand.
Mais c'est surtout comme éditeur qu'il a rendu des services à la chanson, soit en excitant la production, soit en vulgarisant les inspirations de ses auteurs favoris. Drapier, Demanet, Gille, Gustave Leroy, Rabineau, Alais ont pendant longtemps, et surtout en 1848, produit au profit de Durand une foule de chansons, tantôt châtiées, tantôt négligées pour la forme, mais presque toujours pleines d'actualité et d'entrain, et souvent d'élévation : La Locomotive, le Vengeur, etc.
La Chanson au XIXe siècle, Paris Lyrique, publiés par Durand, sont deux recueils qui renferment des œuvres de presque tous les bons auteurs de notre époque, et qui, pour cette raison, seront toujours recherchés par les amis de la chanson.
Toutefois, malgré bien des éléments de prospérité, la situation de Durand n'a pas toujours été brillante. Les lourdes charges d'une famille nombreuse, les frais d'une maladie longue et douloureuse, à laquelle il vient de succomber, avaient rendu inévitable un appel au dévouement 
de ses amis. Cet appel a été entendu, et le mercredi 15 avril avait lieu, au salon du Grand Turc, une soirée lyrique à son bénéfice.
Cette soirée, à laquelle assistaient la plupart des chansonniers parisiens et presque tous les membres de la Lice Chansonnière, société dont Durand faisait partie, avait été fort brillante et très fructueuse. Un incident en a égayé la fin. Parmi les pièces mises au concours, un plaisant a eu l'idée de glisser une poésie intitulée : Enfantine, et publiée dans le Chansonnier des Grâces, de 1834, page 133.
J'ignore si Mme Ségalas, auteur de ce charmant morceau, était, en cette circonstance, complice de M. Volquin. La Muse Gauloise publie aujourd'hui une des pièces couronnées dans ce concours : Une Hirondelle ne fait pas le printemps.
Le lendemain, Durand n'était plus. Ce n'est pas une intelligence hors ligne, un talent de premier ordre qui s'éteint ; mais un grand bon sens et un excellent cœur.
Il est difficile, dans une notice écrite à la hâte et sous l'impression d'un sincère regret, de rassembler tous ses souvenirs et d'être complet. Il me suffira d'avoir essayé de signaler la perte que font, dans la personne de Durand, les chansonniers, ses confrères de la Lice, ses nombreux amis et surtout sa famille, au milieu de  laquelle il laisse, en disparaissant, un vide que rien ne pourra combler.
Nous reproduisons ci-après les paroles que M. Festeau a prononcées sur la tombe de Durand. Elles peuvent être l'objet d'appréciations diverses ; nous nous bornons au rôle de rapporteur.
« Un camarade au cœur sympathique, un compagnon de la phalange chansonnière a fini son voyage ici-bas. Sa voix s'éteignait lorsque la nôtre lui donnait un témoignage d'intérêt et d'affection.
» Charles Durand est tombé aux deux tiers de la route qu'il devait fournir ; les tracas, les chagrins, et, faut-il le dire ? une position voisine de la misère ont dévoré l'autre tiers. Né de parents pauvres et privé de l'éducation première, par son travail et sa persévérance, il s'était fait libraire, éditeur, imprimeur, compositeur, prote et chansonnier. Il devint l'appui, le mécène des muses désœuvrées et des apprentis de la rime ; et, lorsque leurs œuvres lui faisaient défaut, il alignait lui-même des paroles, il enchaînait des refrains ; et cela, animé par de la musique nouvelle, allait trouver, égayer l'ouvrière dans sa mansarde, le travailleur dans son atelier, le flâneur sur la place publique.
» Éditeur au rabais, chaque année, il lançait à la multitude des rames, des ballots de chansons et de brochures, faisant vivre ainsi cet essaim de troubadours ambulants qui trimballent de rue en rue leur voix fatiguée et leur guitare aux abois. Eh bien ! cette vie active, ce labeur incessant le faisaient vivre à peine ; car ses prix étalent à la hauteur des gains prolétaires ; puis, nous savons tous que la richesse des chansonniers ne loge pas dans un coffre-fort. Mais reconnaissons avec joie, aujourd'hui, que si le riche a ses flatteurs, ses parasites, la pauvreté a aussi son cortège d'amis et de parents auprès d'elle au jour de la séparation. C'est un mot bien cruel que celui-là. Aujourd'hui, Durand nous quitte... Demain, ce sera peut-être moi, après-demain un autre. Savons-nous de combien d'heures, de combien de pas nous sommes éloignés de notre tombe, de cette tombe où quelques-uns seulement trouvent la célébrité et presque tous l'oubli ?
» Ah ! n'oublions pas les morts. Venons de temps en temps causer silencieusement avec eux : ils donnent de bons conseils, ils combattent les mauvais instincts en parlant haut à la conscience.
» Adieu, Durand ; adieu, bon camarade ! Tu disparais dans le royaume du silence et de l'immobilité ; mais tes traits sont encadrés dans notre pléiade fraternelle, et tu resteras parmi nous et dans nos souvenirs. Adieu ! »

## Gustave Leroy et Charles Durand en 1848
En 1848, Charles Durand, admirateur passionné du goguettier Gustave Leroy, imprime et placarde sur les murs de Paris de grandes affiches sur papier rouge portant ses chansons :
Lorsqu'arriva 1848, Gustave Leroy se livra corps et âme à Durand, un ouvrier intelligent qui venait de se faire éditeur. Durand ne marchandait pas la gloire à son auteur ; il proclamait haut et partout que c'était un nouveau Béranger. Encore ajoutait-il dans sa naïveté : Béranger n'a jamais rien fait de pareil à sa dernière ! C'était vrai. Durand faisait alors afficher les chansons de son Béranger sur les murs de Paris. Le papier était rouge et mesurait bien un mètre carré ; cette propagande lui valut un accroissement considérable de popularité.

## Les débuts d'Eugène Baillet chez Charles Durand en 1848
Louis-Henry Lecomte écrit en 1879
La Révolution française de 1848 mit en faveur les publications de la rue. Baillet improvisa une œuvre critique, le Citoyen Guizot, qui, certes, n'était pas merveilleuse, mais que son actualité fit vendre à cinquante mille exemplaires. L'éditeur Durand l'acheta cinq francs, et Baillet devint un des fournisseurs attitrés de cet homme honnête et singulier, dont il se propose d'écrire un jour la plaisante histoire. Chaque événement, grand ou petit, devenait chez Durand matière à couplets. Les chansonniers, en permanence à l'imprimerie, écrivaient sur un coin de table des à-propos rimés, que l'on composait instantanèment. Baillet fit ainsi plus de cinquante chansons dont les meilleures : Raspail, Boichot, Proudhon, figurent dans LES RÉPUBLICAINES de 1849. Durand signait toutes les productions jugées faibles par leurs auteurs ; Baillet en abandonna beaucoup de la sorte, une entre autres qui obtint un très grand succès et qui a pour refrain :

## Charles Durand vu par Eugène Imbert en 1880
Eugène Imbert écrit en juin 1880 :
Au temps où florissait Mouret, comme aujourd'hui peut-être, le budget du chansonnier ouvrier n'était rien moins que riche. Certains dimanches, huit jours après la quinzaine de paye, la bourse, au matin, était vide. Que devenir et comment répondre aux agaceries du soleil printanier ? Durand était là, providence quelque peu usurière du coupletier dans l'embarras. Mouret était autorisé, une fois pour toutes, à lui porter chaque dimanche une chanson nouvelle, actualité ou autre : ci, cinq francs. C'était une trouvaille, et la gaité dominicale couronnait dignement, grâce à une improvisation bien sentie, une semaine de labeur.
Moins heureux était Gustave Leroy dans les dernières années de sa vie. Durand lui prenait jusqu'à trois chansons par semaine, mais il ne les payait que deux francs chacune.

## Quelques œuvres

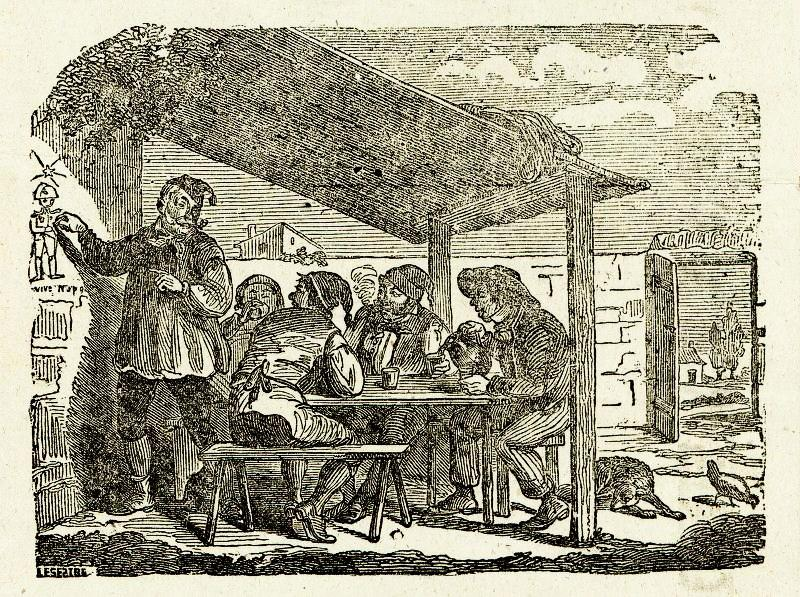
Illustration pour une publication de Charles Durand en 1859.

- Notice sur la tour Saint-Jacques, depuis sa fondation jusqu'à nos jours, avec tous les évènements historiques Qui s'y rattachent Par L.-C. Durand, Éditeur : Durand, Paris 1853.
- Incendie de la rue Beaubourg, ou les Anges de la charité, paroles de L.-C. Durand, chanson en feuille volante illustrée, imprimerie de Beaulé, Paris 1853.
- Colère de Madame Framboisy, histoire véridique, malheureuse et lamentable d'un mari comme on en voit tant, par L.-C. Durand, chanson en feuille volante, imprimerie de Beaulé, Paris 1855.
- Les Amours de Béranger, Chansonnier nouveau par Charles Gille, Victor Rabineau, Ch. Colmance, V. Drappier, H. Demanet, A. Dalès, Noël Mouret, Gustave Leroy, L.-C. Durand[13], etc., Paris 1856, contient 49 chansons ; au nombre de ces chansons, il y en a 9 de Charles Durand :
  - Les Amours de Béranger
  - L'Enfant trouvé
  - Où vas-tu petit Oiseau ?
  - La Fiancée mourante
  - Jamais mon cœur ne cessa de t'aimer
  - Les Anges de la Charité
  - La Prière des Naufragés
  - Le Pauvre Idiot
  - Mes Vingt ans
- La Danse des Autrichiens, chanson en feuille volante illustrée, éditée avec deux autres, œuvres de Gustave Leroy[12] : La botte italienne ou Réflexions d'un Cordonnier sur la Question italienne, Chanson à propos de bottes et L'Autrichien malheureux, Paris 1859.

## Édité par Charles Durand

### Livres
- La Voix du Peuple ou les Républicaines de 1848, un volume in-18 de 350 pages, contenant 150 Chansons démocratiques et sociales. (Annonce parue en bas de l'estampe Les bals de Paris éditée par Charles Durand).

### Poésies imprimées en feuilles volantes

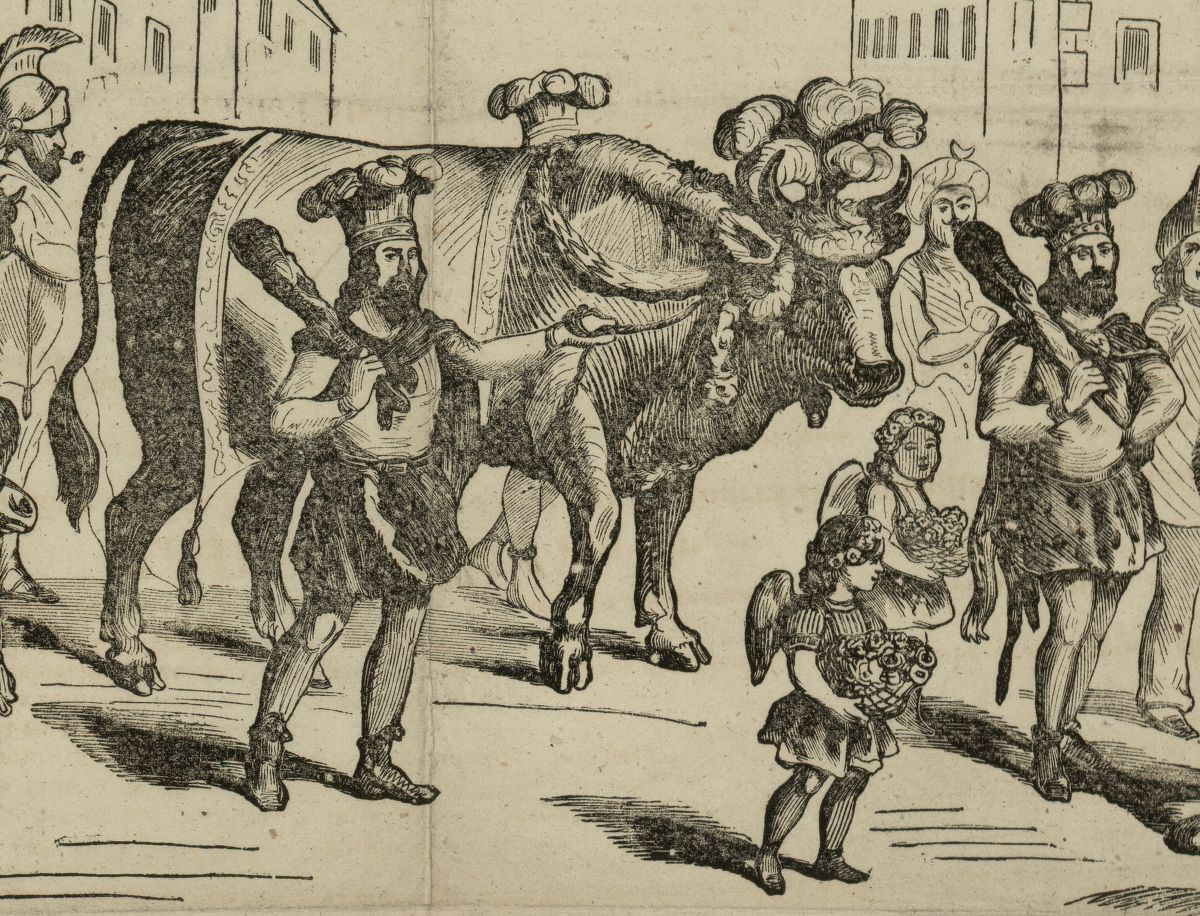
Détail de l'illustration du programme officiel du cortège et de la marche des Bœufs gras 1858.

- Gustave Leroy, Les Aristos
- Eugène Lebeau, dit Ruy-Blas, Les Régentistes
- Auguste Bourgeois, Barbès, A la France
- Auguste Loynel, Le peuple français à Louis Napoléon Bonaparte
- Louis Festeau, Le peuple et l'armée Chanson dédiée aux soldats de la République Française
- Gustave Leroy, Raspail Représentant du Peuple
- Louis Festeau, Le Rameau de la Paix ou l'Hécatombe de Juin 1848
- Auguste Loynel, Une candidature en dèche ou le Dégommé
- Auguste Loynel, Le peuple français à Louis-Napoléon Bonaparte (illustré d'une xylographie)
- Alexis Dalès, La nouvelle Sœur Anne ou Ma République, ne vois-tu rien venir
- Gustave Leroy, La Constitution républicaine de 1848
- Auguste Loynel, Les bals de Paris ou Le Carnaval 1849
- Gustave Leroy, La course à la Présidence
- Louis Festeau, L'Aigle et le Dindon Chant napoléonien
- Gustave Leroy, A l'Assemblée Nationale. Les députés de 1848.
- Charles Gille, Italie
- Gustave Leroy, Auguste Loynel, Louis Festeau, Souvenirs de Juin 1848 Chants funèbres et fraternels (1 page recto-verso)
- Alexis Dalès, Les royaux saltimbanques ou le Diorama du Peuple expliqué par le citoyen Bilboquet., avec, au verso : La République française, de Gustave Leroy, On n'est pas Louis d'or, de Alexis Dalès et Le Parisien en action, de Auguste Alais.
- Victor Rabineau A la Navigation aérienne

### Publication hebdomadaire
- Paris lyrique, album populaire format guitare, publié sous la direction de A. Marquerie[7].

### Divers
- Programme des fêtes Du Baptême du Prince Impérial. (1856)[15]
- Programme officiel du cortège et de la marche des Bœufs gras (1858)[14]
- Lettre de S. M. l'Empereur A M de Persigny Notre Ambassadeur en Angleterre (1859)[16]
- Session législative de 1860 Discours de S. M. l'Empereur[17]

## Sources
- La Muse gauloise. Journal de la chanson par tous et pour tous., numéro 5, 1er mai 1863, pages 38–39.
- Catalogue de la Bibliothèque nationale de France.

## Article lié
- Goguette